# Ухин, Владимир Иванович
Влади́мир Ива́нович У́хин (12 мая 1930, Омск — 12 апреля 2012, Москва) — советский и российский киноактёр, телеведущий, юморист, диктор Центрального телевидения, заслуженный артист РСФСР (1982). Автор книги «Мямлик, Хрюша и другие» (совместно с Ольгой Афанасьевой).

## Биография
Родился 12 мая 1930 года в Омске. Мать — Александра Васильевна Ухина, работала бухгалтером, но ушла с работы после рождения Володи. Отец — Иван Иванович Ухин, кандидат сельскохозяйственных наук, доцент, пенсионер союзного значения.
Окончил среднюю школу № 18 и три курса сельхозинститута. 
В 1957 году переехал в Москву, окончил студию при Театре эстрады (курс Л. Мирова). Некоторое время работал в Театре эстрады.
В 1960 году окончил эстрадное отделение ГИТИСа, тогда же начал работать диктором на Центральном телевидении СССР. В 1964 году впервые вышла в эфир детская телепередача «Спокойной ночи, малыши!», Ухин («Дядя Володя») стал её первым ведущим, проработал в передаче 31 год. В разные годы вёл также передачи «Сельский час», «Весёлые нотки» и др.
В 1973 году привёл на телевидение своего приятеля Юрия Сенкевича.
В конце 1970-х гг. работал в Японии. Вёл передачу «Говорим по-русски».
Вспоминает Юрий Сенкевич:

Однажды мне представился случай хотя бы частично вернуть долг Володе за всё хорошее, что он для меня сделал.
Вова на год уехал в Японию — преподавать и вести передачи на русском языке. За это время успел стать любимцем всей японской нации, и поэтому, когда он вернулся в Союз, вслед за ним пришло письмо с просьбой вернуть «дядю Володю» обратно ещё на год. Что началось в дикторском отделе — этом змеюшнике! На Ухина принялись строчить кляузы, дескать, он за год уже и так озолотился, и вообще он пьяница, которого ни в коем случае нельзя выпускать за границу.
Срочно нужно было идти к «деду» — Сергею Лапину, вступаться за товарища. Я позвонил Вале Леонтьевой — мы с ней всегда были очень дружны, — позвал её на подмогу. Но Валя посчитала, что затея эта закончится немедленным увольнением всех ухинских заступников, поэтому со мной не пошла.
Мы встретились с Лапиным наедине — он ко мне неплохо относился, но на предложение отпустить Ухина во второй раз в Японию ответил, что это невозможно, поскольку Володя, по словам многих сотрудников, пьяница. А я-то знал, что Ухин даже капли в рот не берёт (хотя раньше и злоупотреблял, было дело). Тогда мне пришлось напомнить Лапину, что я врач и в пику бдительным коллегам могу выдать медицинскую справку, свидетельствующую, что Ухин — не алкоголик.

В конце концов Володе не только разрешили второй раз поехать в Страну восходящего солнца. Лапин даже присвоил ему звание «Заслуженного артиста».— Юрий Александрович Сенкевич. Журнал «Караван историй»
Программу «Спокойной ночи, малыши!» вёл до 1992 года. В 1995 году окончательно ушёл с телевидения и стал ездить с гастролями по России в компании любимых зверушек: Фили, Степашки, Хрюши. Известность получил его юмористический номер об оговорках телеведущих. Впервые показанный по центральному телевидению в конце 1991 года, этот номер лёг в основу сценической программы Владимира Ухина, оказавшейся существенными подспорьем для его молодой семьи (в 1992 году у недавно женившегося вторым браком Ухина родился единственный ребёнок — сын Иван). Во второй половине 90-х Ухин планировал вернуться в «Спокойной ночи, малыши!», но ему это не удалось.

### Болезнь и смерть
В конце 1990-х годов здоровье Ухина пошатнулось. Он перенёс два инсульта и был вынужден отказаться от дальнейших выступлений из-за плохого самочувствия и резкого ухудшения памяти.

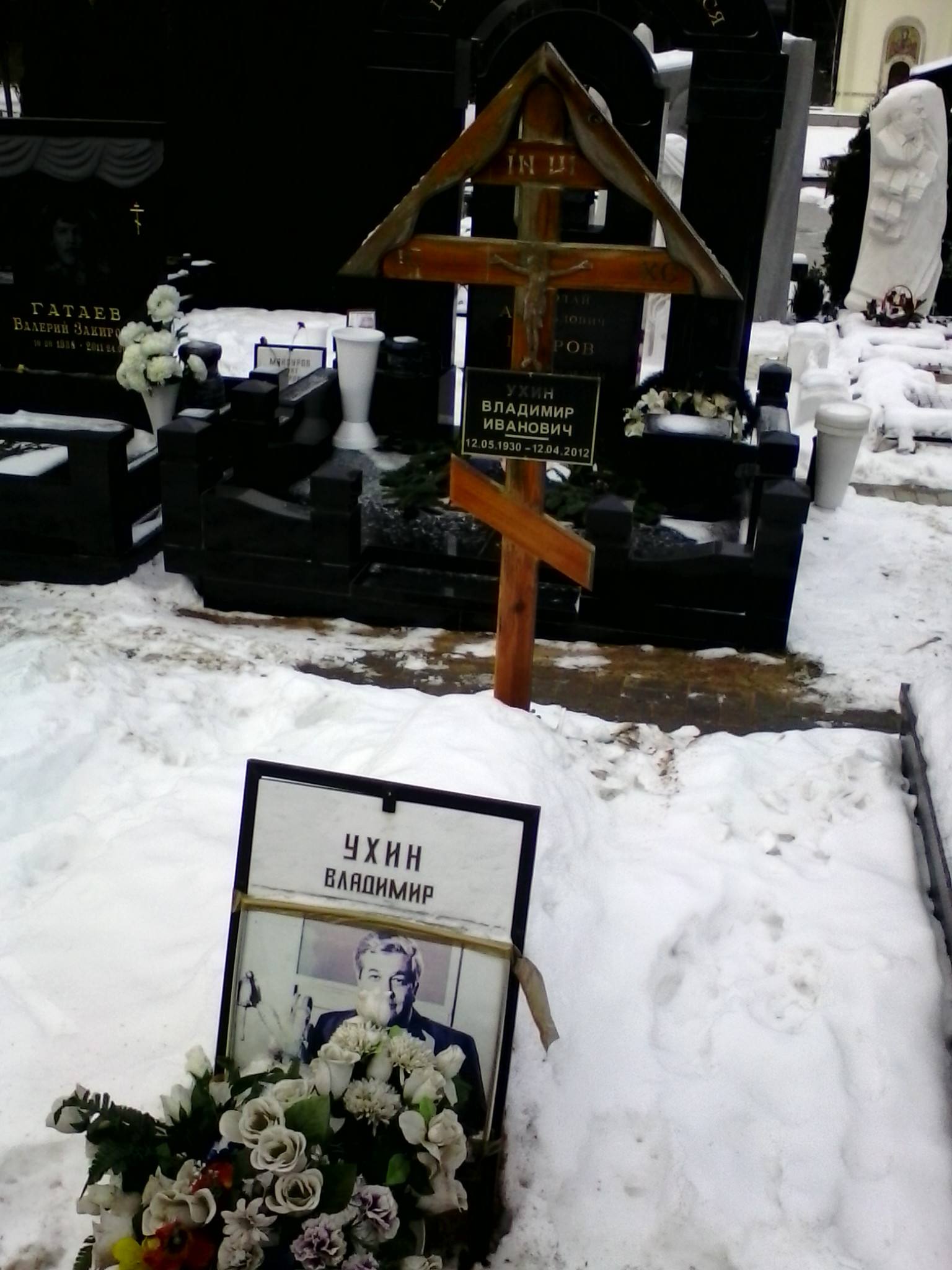
Могила Владимира Ухина на Троекуровском кладбище Москвы

Скончался в Москве на 82-м году жизни от третьего инсульта 12 апреля 2012 года.
Похоронен на Актёрской аллее Троекуровского кладбища (участок 6).

## Семья
- Первая супруга — актриса, солистка ансамбля «Берёзка» Нина Зубкова[8].
- Вторая жена (вдова) — Наталья.
  - В этом браке родился сын Иван (род. 1992).

## Фильмография
| Год  |   | Название                        | Роль                                |
| ---- | - | ------------------------------- | ----------------------------------- |
| 1972 | ф | Бой с тенью                     | корреспондент                       |
| 1974 | ф | Большое космическое путешествие | сотрудник центра управления полётом |
| 1982 | ф | Предчувствие любви              | телеведущий Владимир Иванович       |
| 1991 | ф | По Таганке ходят танки          | эпизод                              |